# جشنواره فیلم کن ۱۹۷۷
سی‌امین دوره جشنواره فیلم کن بین روز های ۱۳ -۲۷ مه برگزار شد. در این دوره ۲۳ فیلم در بخش مسابقه با هم به رقابت پرداختند که در نهایت فیلم پدرسالار برادران تاویانی توانستن نخل طلا را برنده شود. 

## هیئت داوران

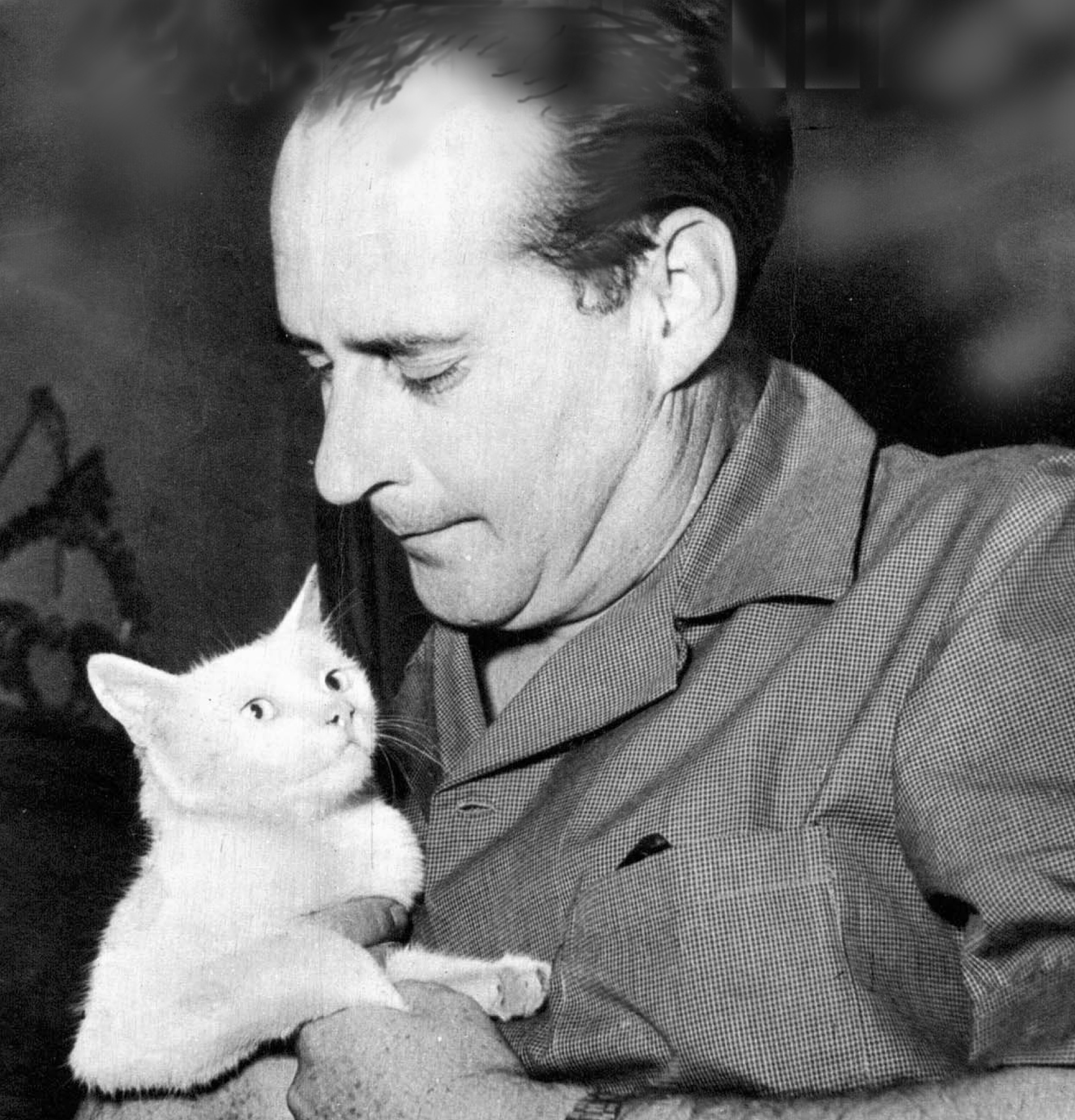
روبرتو روسلینی، رئیس هیئت داوران

- روبرتو روسلینی
- ژاک دمی
- کارلوس فوئنتس
- پالین کیل

## مسابقه
فیلم‌های زیر برای بخش مسابقه انتخاب شده‌اند :
- سه زن - رابرت آلتمن
- بنگ! - یان تروئل
- در راه افتخار - هال اشبی
- Budapesti mesék - ایشتوان سابو
- کارواش - مایکل شولتز
- دوست آمریکایی - ویم وندرس
- دوئل‌بازها - ریدلی اسکات
- الیسا، زندگی من - کارلوس سائورا
- Gruppenbild mit Dame - آلکساندر پتروویچ
- ایفیگنیا - مایکل کاکویانیس
- Le camion - مارگریت دوراس
- شکارچیان - تئو آنگلوپولوس
- پدرسالار - برادران تاویانی
- Un borghese piccolo piccolo - ماریو مونیچلی
- یک روز بخصوص - اتوره اسکولا

## برندگان

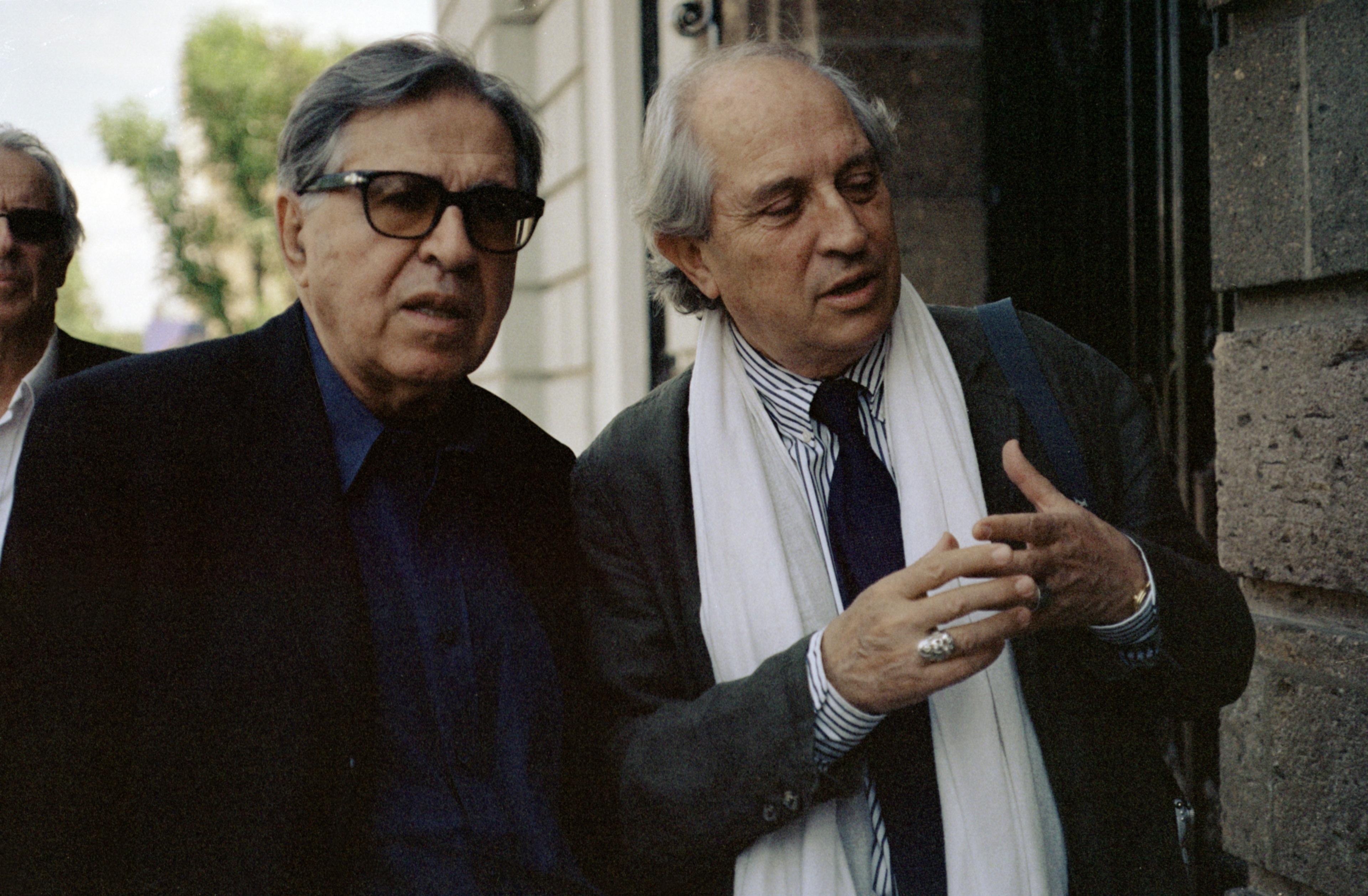
برادران تاویانی، برنده نخل طلا

- نخل طلا: پدرسالار - برادران تاویانی
- جایزه بهترین بازیگر مرد جشنواره فیلم کن: فرناندو ری برای Elisa, vida mía
- جایزه بهترین بازیگر زن جشنواره فیلم کن: 
  - شلی دووال برای سه زن
  - مونیک مرکور برای جی‌ای مارتین عکاس